# わたしと男子と思春期妄想の彼女たち
『わたしと男子と思春期妄想の彼女たち』（わたしとだんしとししゅんきもうそうのかのじょたち）は、やのゆいによる日本のライトノベル。イラストはみやびあきのが担当している。第12回エンターブレインえんため大賞小説部門で優秀賞となった（受賞時のタイトルは「妄想少女」）。ファミ通文庫（エンターブレイン）より2011年1月から2012年1月まで刊行された。

## ストーリー
峰倉あすみは、幼なじみの高柳君に恋をするちょっと普通じゃない中学２年生。ある朝、突然出会った見知らぬ虚無僧に呼び止められ、謎のコンタクトレンズを与えられる。はじめは断るあすみだったが，コンタクトレンズをつけなければ，あすみだけでなく高柳君まで災厄に見舞われると告げられたため、それを受け取る。しかし、そのコンタクトレンズは、男子が心に描く女の子《妄想少女》を映す不思議なコンタクトレンズだった。困惑するも、あすみは《妄想少女》たちと親しくなり交流するようになる。《妄想少女》たちは、あすみの恋を成就させようと力を貸してくれるようになる。一方で、学校では学生を脅かす出来事が次々と起こり始めて、自分たちを取り巻く状況が思わぬ方向へと進んで行く。翻弄されながらも、あすみは、クラスメイトや大好きな人、そして《妄想少女》から、自分自身の心や思春期の多感な感情を学んでいく。

## 登場人物

### 島村中学
峰倉あすみ（みねくら あすみ）
本作の主人公。島村中学2年D組。おっちょこちょいでテンションが高めなアホの子。虚無僧から悪霊が取りついていると警告され対策として妄想少女が見えるコンタクトレンズを貰う。
高柳尚人（たかやなぎ なおと）
あすみの幼馴染で想い人。容姿端麗で成績優秀、運動神経も良く、女子からの人気が高い。あすみにぶっきらぼうな態度をとっているが、実はあすみの事が好き。
佐島洋平（さじま ようへい）
高柳の親友。端正な顔立ちだが黒縁眼鏡が致命的に似合っていない。眼鏡をかけているのはあすみから「眼鏡の方がかっこいい」と言われたからだが、あすみ本人はそのことを忘れていた。あすみに好意を寄せていたが、高柳が好きなこと知って諦めている。現在は河内利沙に一目惚れしている。
河内利沙（こうち りさ）
C組の妖精と呼ばれる美少女。男子には絶大な人気を誇っているがきつめの性格のため女子からは嫌われている。
郷原剛士（ごりはら つよし）
D組の生徒。柔道部に所属する巨漢で通称「ゴリ」。情報通で、いろんな人から相談を受けている。
宮里（みやさと）
D組の学級委員。正義感が強い。
仁島祥子（にしま さちこ）
D組の生徒で図書室の聖女と呼ばれる美少女。
亀山（かめやま）
D組の生徒であすみの友人。鶴川とあわせて「剣道部の双璧」「鶴亀コンビ」などと呼ばれている。
鶴川（つるかわ）
D組の生徒であすみの友人。亀山とあわせて「剣道部の双璧」「鶴亀コンビ」などと呼ばれている。
川上昌治（かわかみ まさはる）
D組の生徒。あすみの発言がきっかけで仲居加奈に告白して付き合うことになる。
仲居加奈（なかい かな）
D組の生徒。自身の容姿にコンプレックスを持っている。
沢田和久（さわだ かずひさ）
D組の生徒。軟派で軽薄な態度を取っているが、実は非常に繊細で傷つきやすい。
土井半助（どい はんすけ）
クラスの担任で社会科教師。生徒思いで、頼りになる。忍者漫画がバイブル。

### 妄想少女
リサ
佐島が宿す妄想少女。河内利沙がモデルで外見はそっくり。優しく包容力のある性格で、あすみから親友で最高の女の子と絶賛されている。佐島のあすみへの好意が反映されており、あすみの事が大好きで、悩むあすみをやさしく、時に厳しく支えている。
ユイヒメ
郷原が宿す妄想少女。従妹の郷原由衣がモデルでピンクのドレスを着た金髪のツンデレ。
ミウ
宮里が宿す妄想少女。ブルマの似合う快活な女の子をイメージした外見でブルマの体操服姿。
カナ
川上が宿す妄想少女。仲居加奈がモデルでメイド服姿。勤務中は喋らないため無口だと思われている。
ミツキ
土井先生が宿す妄想少女。妻の妊娠中の二娘の想象。
サチコ
沢田が宿す妄想少女。仁島祥子がモデルで外見はオリジナルより若干大人びた印象。

### その他
虚無僧
謎の僧侶。あすみに悪霊が取りついていると警告し妄想少女が見えるコンタクトレンズを渡した。その後もあすみに危機が迫ると警告に現れお助けアイテムを渡す。詳細を話していないのに悪霊が少年だと知っていた妙蓮寺の住職が正体ではないかとあすみは思っている。

## 既刊一覧
- やのゆい（著）・みやびあきの（イラスト）、エンターブレイン〈ファミ通文庫〉、全4巻
  - 『わたしと男子と思春期妄想の彼女たち 1 リア中ですが何か?』、2011年1月29日発売[3]、ISBN 978-4-04-727026-8
  - 『わたしと男子と思春期妄想の彼女たち 2 外泊ですが何か?』、2011年4月30日発売[4]、ISBN 978-4-04-727225-5
  - 『わたしと男子と思春期妄想の彼女たち 3 ラブメイドですが何か?』、2011年8月29日発売[5]、ISBN 978-4-04-727468-6
  - 『わたしと男子と思春期妄想の彼女たち 4 リア充ですが何か?』、2012年1月30日発売[6]、ISBN 978-4-04-727792-2